# Тит Ветурий Кальвин
Тит Ветурий Кальвин (лат. Titus Veturius Calvinus) — политический деятель Римской республики.
В 334 году до н. э. Кальвин был избран консулом вместе со Спурием Постумием Альбином. Под его командованием велась война с сидицинами. Однако из-за опасения, что последним придут на помощь самниты, кампания была не завершена. По приказу сената Кальвин с коллегой избрал диктатора Публия Корнелия Руфина.
В 321 году до н. э. Кальвин вторично избирается консулом и снова со Спурием Постумием Альбином. Вместе с коллегой он продолжил идущую вот уже пять лет войну против самнитов, но в битве в Кавдинском ущелье римляне потерпели сокрушительное поражение, были окружены противником и вынуждены сдаться. По возвращении в Рим Кальвин был арестован согласно сенатскому постановлению, который не признал условий мира, заключённого консулами. Ветурия вместе с Альбином передали самнитам. Но их военачальник Гавий Понтий отпустил римских консулов. Дальнейшая судьба Тита Ветурия Кальвина неизвестна.